# Bulgarije op de Olympische Winterspelen 1988
Tijdens de Olympische Winterspelen van 1988, die in Calgary (Canada) werden gehouden, nam Bulgarije voor de twaalfde keer deel.

## Deelnemers en resultaten

### Alpineskiën
| Olympiër               | Discipline       | Resultaat | Prestatie                    |
| ---------------------- | ---------------- | --------- | ---------------------------- |
| Borislav Dimitratsjkov | reuzenslalom (m) | dnf-1     | opgave run 1                 |
| Borislav Dimitratsjkov | slalom (m)       | 19e       | 1.50,81 (+11,34) 57,58+53,23 |
| Petar Popangelov       | slalom (m)       | 16e       | 1.46,34 (+6,87) 55,14+51,20  |
| Ljoebomir Popov        | reuzenslalom (m) | dnf-2     | opgave run 2 1.10,73+dnf     |
| Ljoebomir Popov        | slalom (m)       | 19e       | 1.50,81 (+11,34) 57,78+53,03 |
| Stefan Sjalamanov      | reuzenslalom (m) | dnf-1     | opgave run 1                 |
| Stefan Sjalamanov      | slalom (m)       | 23e       | 1.52,37 (+12,90) 58,68+53,69 |

### Biatlon
| Olympiër                                                                       | Discipline             | Resultaat | Prestatie |
| ------------------------------------------------------------------------------ | ---------------------- | --------- | --- |
| Vasil Bozjilov                                                                 | 10 km (m)              | 43e       | 28.06,5 (+2.58,4) pen.: 2 (1 + 1)                                                                                           |
| Vasil Bozjilov                                                                 | 20 km (m)              | 19e       | 1:00.49,8 (+4.16,5) pen.: 4 (2 + 1 + 0 + 1)                                                                                 |
| Christo Kovatsjki                                                              | 20 km (m)              | 55e       | 1:06.15,6 (+10.42,3) pen.: 7 (1 + 2 + 2 + 2)                                                                                |
| Vladimir Velitsjkov                                                            | 10 km (m)              | 38e       | 27.48,8 (+2.40,7) pen.: 2 (1 + 1)                                                                                           |
| Vladimir Velitsjkov                                                            | 20 km (m)              | 21e       | 1:00.56,5 (+4.23,2) pen.: 4 (1 + 1 + 0 + 2)                                                                                 |
| Krasimir Videnov                                                               | 10 km (m)              | 29e       | 27.31,1 (+2.23,0) pen.: 1 (0 + 1)                                                                                           |
| Christo Vodenitsjarov                                                          | 10 km (m)              | 36e       | 27.40,5 (+2.32,4) pen.: 1 (1 + 0)                                                                                           |
| Christo Vodenitsjarov                                                          | 20 km (m)              | 15e       | 1:00.20,8 (+4.47,5) pen.: 2 (1 + 0 + 1 + 0)                                                                                 |
| Team Vasil Bozjilov Vladimir Velitsjkov Krasimir Videnov Christo Vodenitsjarov | 4x7,5 km estafette (m) | 8e        | 1:29.24,9 (+6.54,9) pen.: 7 22.14,7 pen.: 1 (1 + 0) 20.58,8 pen.: 0 (0 + 0) 23.28,2 pen.: 4 (4 + 0) 22.43,2 pen.: 2 (0 + 2) |

### Bobsleeën
| Olympiër                                                           | Discipline                 | Resultaat | Prestatie                                              |
| ------------------------------------------------------------------ | -------------------------- | --------- | ------------------------------------------------------ |
| Tsvetozar Viktorov Aleksandar Simeonov                             | 2-mansbob (m) Bulgarije I  | 22e       | 4.01,17 (+7,69) (58,82 / 1.00,74 / 1.01,35 / 1.00,26)  |
| Todor Todorov Nikolaj Botev                                        | 2-mansbob (m) Bulgarije II | 32e       | 4.04,81 (+11,33) (59,68 / 1.01,44 / 1.02,05 / 1.01,64) |
| Tsvetozar Viktorov Plamen Stamov Nikolaj Botev Aleksandar Simeonov | 4-mansbob (m) Bulgarije I  | 24e       | 3.53,66 (+6,15) (57,72 / 59,07 / 58,20 / 58,67)        |

### Kunstrijden
| Olympiër          | Discipline | Resultaat | Prestatie                                |
| ----------------- | ---------- | --------- | ---------------------------------------- |
| Bojtsjo Aleksijev | mannen     | 26e       | dnq (verpl. figuren: 26 - korte kür: 27) |
| Petja Gavazova    | vrouwen    | 28e       | dnq (verpl. figuren: 30 - korte kür: 26) |

### Langlaufen
| Olympiër                                                              | Discipline            | Resultaat | Prestatie                                           |
| --------------------------------------------------------------------- | --------------------- | --------- | --------------------------------------------------- |
| Svetoslav Atanasov                                                    | 15 km klassiek (m)    | 49e       | 46.43,0 (+5.24,1)                                   |
| Svetoslav Atanasov                                                    | 30 km klassiek (m)    | 28e       | 1:31.15,7 (+6.49,4)                                 |
| Mano Ketenzjiev                                                       | 15 km klassiek (m)    | 64e       | 48.54,7 (+7.35,8)                                   |
| Mano Ketenzjiev                                                       | 30 km klassiek (m)    | 48e       | 1:34.57,0 (+10.30,7)                                |
| Mano Ketenzjiev                                                       | 50 km vrije stijl (m) | dnf       | opgave                                              |
| Todor Machov                                                          | 15 km klassiek (m)    | 55e       | 47.47,5 (+6.28,6)                                   |
| Todor Machov                                                          | 30 km klassiek (m)    | 41e       | 1:33.25,5 (+8.59,2)                                 |
| Todor Machov                                                          | 50 km vrije stijl (m) | dnf       | opgave                                              |
| Atanas Simidtsjiev                                                    | 15 km klassiek (m)    | 67e       | 49.53,6 (+8.34,7)                                   |
| Atanas Simidtsjiev                                                    | 50 km vrije stijl (m) | 40e       | 2:17.02,4 (+12.31,5)                                |
| Ivan Smilenov                                                         | 30 km klassiek (m)    | 36e       | 1:32.26,9 (+8.00,6)                                 |
| Team Svetoslav Atanasov Ivan Smilenov Atanas Simidtsjiev Todor Machov | 4x10 km estafette (m) | 12e       | 1:49.27,9 (+5.29,3) 27.21,2 27.19,4 27.47,2 27.00,1 |

### Rodelen
| Olympiër                       | Discipline | Resultaat | Prestatie                                              |
| ------------------------------ | ---------- | --------- | ------------------------------------------------------ |
| Simoneta Ratsjeva              | vrouwen    | 23e       | 3.14,857 (+10,884) (48,790 / 48,836 / 48,698 / 48,533) |
| Krasimir Kamenov Mitko Batsjev | dubbel     | 18e       | 1.40,577 (+8,637) (51,957 / 48,620)                    |

### Schansspringen
| Olympiër           | Discipline                     | Resultaat | Prestatie                                         |
| ------------------ | ------------------------------ | --------- | ------------------------------------------------- |
| Vladimir Brejtsjev | normale schans individueel (m) | 53e       | 159,7 punten 90,0 p. (79,0 m) + 69,7 p. (71,0 m)  |
| Vladimir Brejtsjev | grote schans individueel (m)   | 46e       | 147,5 punten 86,5 p. (101,5 m) + 61,0 p. (86,5 m) |
| Emil Zografski     | normale schans individueel (m) | 40e       | 171,2 punten 83,3 p. (77,0 m) + 87,9 p. (78,0 m)  |
| Emil Zografski     | grote schans individueel (m)   | 40e       | 161,0 punten 88,0 p. (101,5 m) + 73,0 p. (94,0 m) |

Amerikaanse Maagdeneilanden · Andorra · Argentinië · Australië · België · Bolivia · Bondsrepubliek Duitsland · Bulgarije · Canada · Chili · China · Chinees Taipei · Costa Rica · Cyprus · Denemarken · Duitse Democratische Republiek · Fiji · Filipijnen · Finland · Frankrijk · Griekenland · Groot-Brittannië · Guam · Guatemala · Hongarije · IJsland · India · Italië · Jamaica · Japan · Joegoslavië · Libanon · Liechtenstein · Luxemburg · Marokko · Mexico · Monaco · Mongolië · Nederland · Nederlandse Antillen · Nieuw-Zeeland · Noord-Korea · Noorwegen · Oostenrijk · Polen · Portugal · Puerto Rico · Roemenië · San Marino · Sovjet-Unie · Spanje · Tsjecho-Slowakije · Turkije · Verenigde Staten · Zuid-Korea · Zweden · Zwitserland